# Acanthomoplax
Acanthomoplax is een geslacht van wantsen uit de familie van de Tingidae (Netwantsen). Het geslacht werd voor het eerst wetenschappelijk beschreven door Souma & Kamitani in 2021.

## Soorten
Het genus bevat de volgende soort:

- Acanthomoplax tomokunii Souma & Kamitani, 2020